# Acacia laurifolia
Acacia laurifolia é uma espécie de leguminosa do gênero Acacia, pertencente à família Fabaceae.